# San Marcos de Colón
San Marcos de Colón est l'une des 16 municipalités du département de Choluteca et la deuxième municipalité en superficie. Cette localité est située le long de la route panaméricaine, à 192 km de Tegucigalpa, à 53 km de Choluteca et à 12 km de El Espino, point frontalier avec le Nicaragua. 
La municipalité est divisée en 17 districts et 229 hameaux, en plus des 41 quartiers ou colonies du centre-ville, pour une population totale de 22 500 habitants (recensement 2003). 57,1 % des habitants vivent en zone rurale. Les autres vivent dans les zones urbaines de San Marcos, San Francisco et Comalí.

## Description
Située en zone montagneuse, dans le massif de Dipilto, la ville profite d'un climat agréable pendant toute l'année, la température dépassant rarement 35 °C au centre-ville. 
Dans les principales zones urbaines de San Marcos, San Francisco et Comalí, la majorité des maisons sont faites de briques et de ciment, avec un toit en tuiles de terre cuite ou en recouvrement de métal. En zone rurale, la plupart des constructions sont en adobe et en bahareque. 
La municipalité est entourée au Nord par les municipalités de Duyure et de Morolica, au Sud et à l'Est par la République du Nicaragua, à l'Ouest par les municipalités de Concepción de María, de El Corpus et de Apacilagua. 
Le taux d'alphabétisme est évalué à 80 %, ce qui est considérablement supérieur à la moyenne nationale. Il existe 55 écoles primaires dans la municipalité qui réunissent 4100 élèves. 55 % sont des filles et 45 % sont des garçons. On retrouve trois écoles secondaires (collèges) :
- Publique : Instituto Lempira (640 élèves, niveaux 7 à 11)
- Privée protestante baptiste : Buen Samaritano (490 élèves, niveaux 7 à 11)
- Privée catholique : Santa Teresita (120 élèves, niveaux 7 à 9)

(chiffres de 2010)

## Histoire
Les origines de San Marcos de Colón remontent à 1795. Cette année-là, plusieurs membres du hameau de Duyusupo furent congédiés de la propriété agricole où ils travaillaient. Quelques-uns d'entre eux émigrèrent dans une vallée entourée de collines aux contours rocailleux, où poussaient chênes et pins. Cette région appartenait à la Hacienda Colón. En 1886, le président hondurien Marco Aurelio Soto acheta ce terrain pour le donner officiellement à la communauté.
Le premier nom du lieu fut Panama, en raison d'un arbre qui porte ce nom et de l'ombre duquel les premiers arrivants ont profité. Le lieu se peuplant de plus en plus, ses habitants décidèrent de le nommer officiellement Mandaime. Les propriétaires de la Hacienda Colón, fervents catholiques, offrirent une image de saint Marc l'évangéliste à leurs servants et leur famille, afin qu'ils puissent la vénérer. Rapidement, la ferveur de la population pour saint Marc grandit, à tel point qu'on renomma le hameau en son nom et en reconnaissance aux propriétaires de la Hacienda.
En 1824, lors d'importantes transformations du territoire politique en Amérique centrale, la localité de San Marcos possédait les réquisitions nécessaires pour passer du rang de hameau à celui de district. En 1830, elle obtint la permission d'organiser sa propre municipalité. Son premier maire fut Don Ramón Larios, dans la famille des propriétaires de la Hacienda Colón. La population était alors de 3555 personnes. 
C'est au début du XXe siècle que prend réellement son essor la production de café à San Marcos. C'est également à cette époque que sont fondées les deux premières écoles publiques de la communauté : 
- Escuela República de Guatemala (garçons)
- Escuela República de Venezuela (filles)

Grâce à l'important développement de la communauté et à l'arrivée de familles françaises, allemandes et espagnoles, San Marcos fut élevé au rang de ville le 4 février 1927, pendant le mandat de Don Gilberto Larios Córdoba à la mairie. L'électricité arriva en 1937 au centre-ville. Première école secondaire de la ville, l'Institut Lempira ouvre ses portes en 1954. En 1958, sœur Jeanne Leclerc, de l'ordre des Filles de Jésus, fonde l'école mixte et privée Santa Teresita en compagnie de trois consœurs.
En 1975, grâce à l'intervention de la professeure Nora Gúnera de Melgar, originaire de San Marcos et épouse du président hondurien Juan Alberto Melgar Castro, les principales rues du centre-ville furent pavées, au moment où Don Miguel Abraham Pinel était maire.
Au début des années 1990 arrivèrent des missionnaires américains de l'Église baptiste du Bon Samaritain. San Marcos leur parut le lieu idéal pour établir leur base opérationnelle dans le pays. Ils y fondèrent une importante école privée primaire et secondaire, l'école Buen Samaritano.
Le père Joachim Groleau, P.M.É, fut curé de la paroisse San Marcos de 1988 à 2002. Il y créa l'Association de Développement Économique, Scientifique et Technologique (ADECT) ainsi que la Coopérative Mixte San Marcos Limitée (COMISAML). Il mit également sur pied l'Institut de Formation Technique (INFOTEC) où l'on enseigne l'ébénisterie, la soudure de structures métalliques et la couture. Après son départ, il fut l'instigateur en 2003 de la création d'un jumelage entre la paroisse de San Marcos et la paroisse de Saint-Félix de Cap-Rouge, dans la ville de Québec. L'ONG Jumelage Saint-Félix permet depuis ce temps la réalisation de nombreux projets de développement en collaboration avec l'Association de Développement Économique, Scientifique et Technologique (ADECT).

## Économie

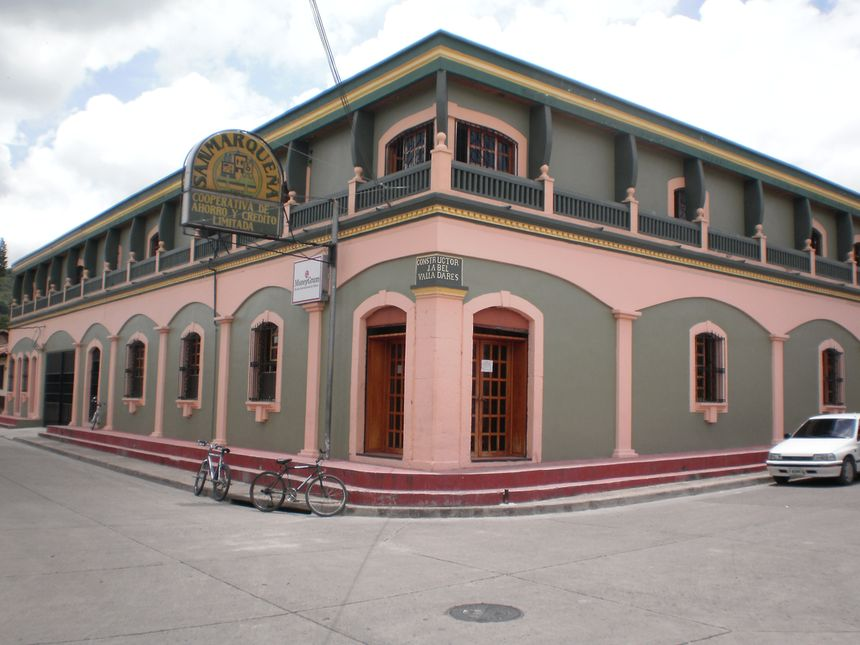
Siège social de la Coopérative Sanmarqueña

Dans le centre-ville, on retrouve trois succursales bancaires, dont celle de Banco Atlántida et celle de HSBC. Tous les services de base sont disponibles, sauf l'accès à un guichet automatique. Pour cela, il faut se rendre dans la ville de Choluteca, à 50 km.  
La Coopérative d'épargne et de crédit de San Marcos (Cooperativa de Ahorro y Crédito Sanmarqueña Limitada) compte plus de 12 000 membres, pour la plupart natifs de San Marcos. En plus du bureau principal dans la ville de San Marcos, la coopérative a une filière dans la ville voisine, Duyure, et une autre filière dans la capitale du pays, Tegucigalpa. 
La Coopérative mixte de consommation (Cooperativa Mixta Sanmarqueña Limitada) est une coopérative de consommation bien implantée à San Marcos. Elle fait la gestion d'une épicerie au centre-ville ainsi que de trois comptoirs d'approvisionnement dans des zones rurales.
L'économie de San Marcos de Colón repose particulièrement sur l'élevage bovin, sur l'agriculture (dont le café) et sur l'industrie du cuir. 

### Agriculture
La productivité agricole est faible sur tout le territoire de la municipalité, en raison du manque de technologie et des nombreuses terres dont la vocation naturelle n'est pas l'agriculture. Bien qu'à petite échelle, il existe deux types d'agriculture:
- 1. Agriculture de subsistance: maïs et fèves rouges
- 2. Agriculture commerciale: café, ail, oignon, tomate, chou et poivron

La Coopérative caféière de San Marcos (Cooperativa Cafetalera Sanmarqueña Limitada)(COCASAM) compte 91 producteurs propriétaires de 69 plantations, produisant au total une moyenne de 3500 quintaux de grains par an. La COCASAM vend sur le marché du commerce équitable. 91,5 % de sa production est certifié biologique. Le café de San Marcos est réputé pour être parmi ceux de meilleure qualité au Honduras, et il peut rivaliser sur la scène internationale.  
La culture du maïs permet l'élaboration de nombreuses recettes dérivées de ce produit. On retrouve entre autres les rosquillas (biscuit en forme de beignes ou plats, très bon avec le café), el atol de elote (gruau de maïs), la torta de maís (tarte au maís) et les tortillas de maïs.   

### Industrie du cuir
L'industrie du cuir de San Marcos est reconnue au niveau national, spécialement pour ses bottes de cowboy, ses ceintures, ses harnais, ses chapeaux et d'autres articles liés à la transformation du cuir. 

## Culture

### Lieux d'intérêt
Le parc situé près du Fuerte Pérez est le principal lieu d'attraction de la ville. Une grande muraille de pierres construite sur la montagne domine San Marcos sur 1,2 km de large. De ce promontoire, on peut observer les caractéristiques urbaines, avec ses constructions basses, ses toits de tuiles de terre cuite et ses vieux pins. Lorsque la visibilité est bonne, on peut apercevoir au loin quelques volcans de la République du Nicaragua.
L'édifice La Francia revêt une grande valeur historique malgré l'usure du temps. Faisant face au Parque Cabañas et à l'église, cette vieille maison du XIXe siècle appartenait à une famille française et était un lieu important pour le commerce du café. Ses éléments de valeur touristique sont la galerie qui s'étend sur la rue ainsi que les constructions originales de la galerie donnant dans la cour intérieure. 
Le Parque Cabañas est le lieu de référence par excellence de la ville. Ses hauts murs, ses espèces d'arbres exotiques et sa grande propreté le différencient de la majorité des parcs du pays. Il fait face à l'église principale. 

### Fêtes annuelles

#### La Santaneada
Lors de la dernière semaine de juillet a lieu chaque année la "Santaneada", communément appelée la Feria de San Marcos. Il s'agit d'une foire traditionnelle, originellement en l'honneur de sainte Anne, patronne de la ville, dont la fête est célébrée le 26 juillet dans l'Église catholique. La Foire de San Marcos est reconnue pour ses défilés de taureaux, de chevaux et de véhicules motorisés, pour ses spectacles de musiques traditionnelles, pour sa nourriture typique, pour ses jeux mécaniques et ses jeux d'arcades ainsi que pour l'importante affluence de touristes honduriens et étrangers. En raison de la crise politique à l'été 2009, la Foire de San Marcos a été annulée. En effet, toute la région frontalière avec le Nicaragua a vécu à répétition en juillet et août 2009 des couvre-feu imposés par le gouvernement de facto, afin de conserver le calme et la tranquillité. En 2010, la Foire de San Marcos aura lieu du 25 au 31 juillet. 

#### La Semaine sainte
Les célébrations paroissiales du Dimanche des Rameaux, du Vendredi Saint et du Dimanche de la Résurrection prennent des proportions importantes dans la ville, entre autres par des processions et des scènes vivantes relatant la passion du Christ.

#### La fête de saint Marc l'évangéliste
Le 25 avril est commémorée la fête de saint Marc l'évangéliste, qui a donné son nom à la ville. Trois jours de foire sont organisés durant lesquels, en plus des festivités religieuses, sont mis en évidence les attraits de la ville par l'art et la culture. On peut profiter de l'artisanat, de la nourriture et des breuvages locaux. 

#### La Purísima
Le 8 décembre, en la fête de l'Immaculée Conception, des habitants se réunissent dans quelques maisons pour y prier et pour déguster des confiseries locales, comme la "ayote en miel" (courge au miel), "confites golpeados" et le "pan de rosa".

## Climat
Le climat de San Marcos est tropical dans les vallées en basse altitude et tempéré à partir de 800 m.s.n.m. Au centre-ville, la température moyenne annuelle est de 22 °C. La pluviométrie moyenne annuelle est 1080 mm, avec environ 90 jours de pluie. 
Grosso modo, il y a deux saisons à San Marcos:
- Hivernage: Mai à octobre
- Été: Novembre à avril

De mai à octobre, les vents de mousson soufflent depuis le Golfe de Fonseca vers le continent, apportant de fréquentes averses, surtout en mai, septembre et octobre. Le mois de juillet est caractérisé par une canicule (veranillo) pendant laquelle il ne pleut qu'environ 128 mm, c'est-à-dire 11,8 % des précipitations annuelles. Avec les phénomènes de El Niño et de La Niña, la quantité de précipitations est incertaine d'une année à l'autre.
Les mois de novembre, décembre et janvier sont les plus tempérés de l'année. Les pluies se font rares. Les mois de mars et avril sont arides et sont les plus chauds de l'année. 
Le territoire de San Marcos a été durement touché par l'ouragan Mitch en 1998 et par l'ouragan Stan en 2005.

## Biosphère

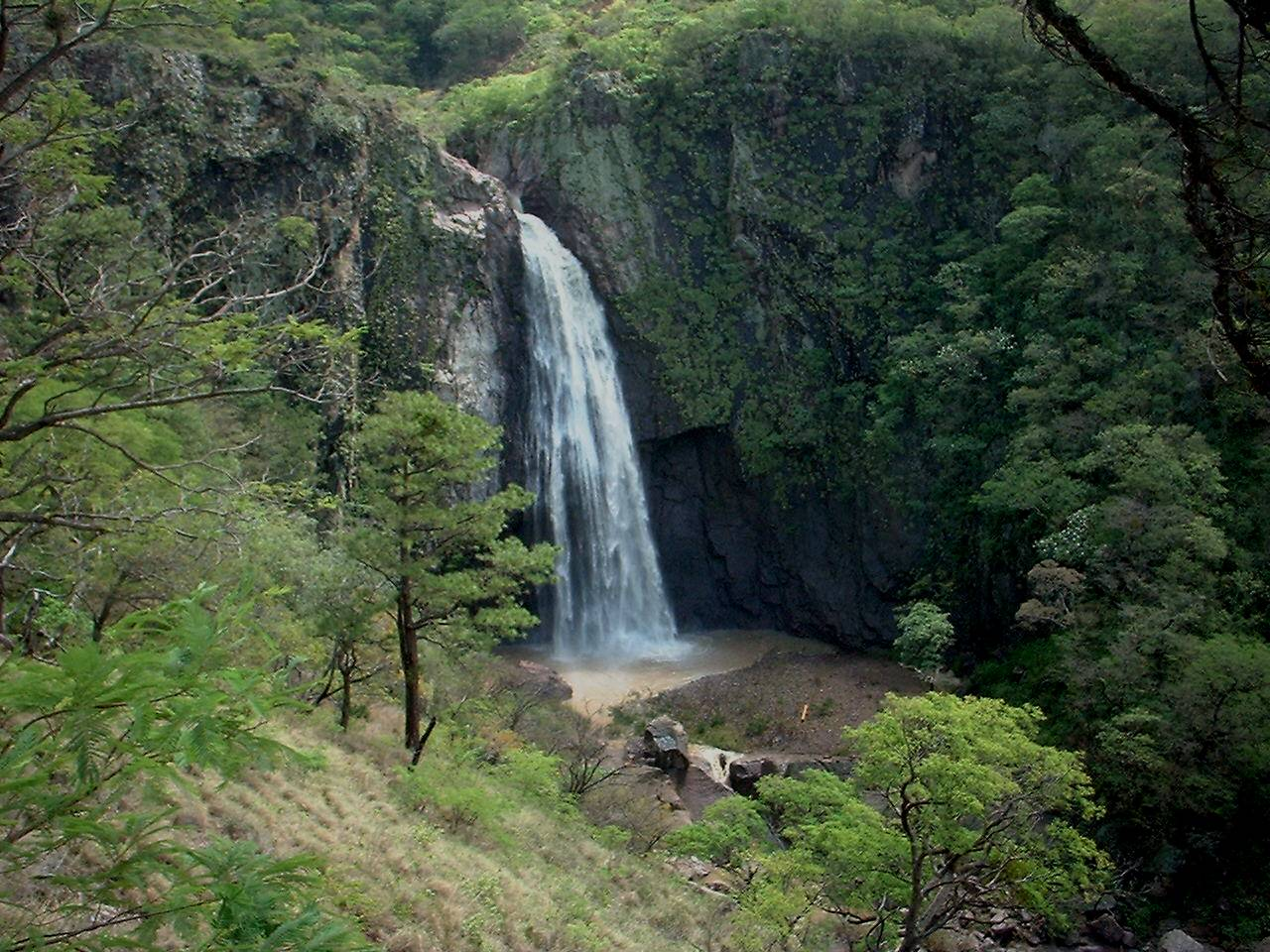
Cascade de la Pilas et la forêt avoisinante

### Flore
Comme dans de nombreuses autres régions du Honduras et du Nicaragua, la déforestation sur le territoire de San Marcos de Colón s'est faite de façon démesurée au cours des dernières décennies. Aujourd'hui existe un plan de protection de la forêt, particulièrement dans la zone protégée "La Botija". Si un jour se réalisait le projet du Parc binational (Parque binacional) avec le Nicaragua, le territoire de la Botija en deviendrait la partie hondurienne. On retrouve encore dans cette zone de nombreuses forêts de pins. En altitude (jusqu'à 1590 msnm), on retrouve des forêts de nuage. 
Des forêts de chênes d'une espèce plutôt rare poussent sur la montagne de Villaguaire et sur la Mancha de Robles. Ce peuplement est considéré comme le meilleur phénotype de cette espèce au Honduras, et l'un des meilleurs d'Amérique centrale. 
Le "paste de montaña", communément appelé "barba de viejo" (barbe de vieux), est un genre de tissu fibreux qui croit sur certains arbres, en particulier les pins et les chênes. Sa grande abondance à San Marcos indique que l'air en ce lieu est très peu pollué. On peut en observer sur la route entre San Marcos et Duyure. 
La fleur la plus particulière vivant sur le territoire de San Marcos est « el cacho », une espèce d'orchidée de couleur jaune, dont la forme rappelle celle d'un taureau avec de larges cornes. Elle fleurit au début de l'hiver (mai). Son parfum exquis et très particulier la distingue des autres orchidées du pays.

### Faune
L'action de l'homme, par la chasse et la destruction de l'environnement, a de graves répercussions sur certaines espèces animales vivant sur le territoire de San Marcos. L'ara rouge, le jaguar, le puma et le coyote, animaux plutôt répandus jadis, sont très rarement aperçus maintenant. 
La faune de San Marcos est propre d'une forêt humide subtropicale. On y retrouve toutes sortes de papillons, crapauds, grenouilles, oiseaux moqueurs, colibris, écureuils, lapins de montagne et de nombreux reptiles.

## Personnalités
| Enfants de prédilection  | En politique, lettres, arts ou éducation | Résidents ou visiteurs de marque | Personnalités locales   |
| ------------------------ | ---------------------------------------- | -------------------------------- | ----------------------- |
| César Augusto Ordóñez    | Antonio Ortez Turcios                    | es:Céleo Arias                   | Alfonso Larios Aguilera |
| Hernán Cárcamo           | Juan Benito Soriano                      | Joachim Groleau                  | Hipólito Agasse         |
| Olga Marina Mendoza      | Ólman Serrano                            | es:Juan Alberto Melgar Castro    | Joaquín Mendoza         |
| Óscar Cárcamo Tercero    | Margarita Velásquez Pavón                | Jeanne Leclerc                   | Salvador Corrales       |
| en:Nora Gúnera de Melgar | Nazario Soriano                          | Rubén Darío                      | Salvador Moncada        |

## Jumelage
- Paroisse de Cap-Rouge (Canada)